# ادیر ویلیج (اورگن)
ادیر ویلیج (به انگلیسی: Adair Village) شهری در شهرستان بنتن ایالت اورگن است و در سرشماری سال ۲۰۱۱ میلادی، ۸۴۰ نفر جمعیت داشته که نسبت به سال ۲۰۱۰، ۰ درصد رشد جمعیت داشته‌است.